# No. 602 Squadron RAF

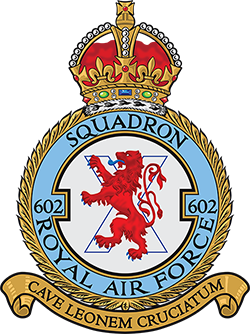
Emblème du No. 602 Squadron RAF.

Le No. 602 Squadron, surnommé « City of Glasgow », est un escadron de la Royal Auxiliary Air Force (en) (RAAF).
Il est actif sur plusieurs périodes : de 1925 à 1945, de 1946 à 1957 et à partir de 2006.
Formé à l'origine en 1925 en tant qu'escadron de bombardiers légers, son rôle est modifié en 1938 pour devenir une unité coopérante avec l'armée de terre et en 1939 pour devenir un escadron de chasse. Pendant la Seconde Guerre mondiale, l'escadron pilote des Supermarine Spitfire et prend part à la bataille d'Angleterre.
Réformé en 2006, l'escadron assume actuellement le rôle de soutien à la mission ISTAR (renseignement militaire). Dans ce rôle, l'escadron a fourni des opérations de vol et un soutien du renseignement à la RAF au pays et à l'étranger, d'abord depuis Édimbourg avant de retourner dans sa ville natale de Glasgow en août 2008.
L'escadron a subi une transformation entre 2012 et 2014 alors qu'il assurait des branches et des métiers plus diversifiés et passait sous le commandement du groupe AOC 1, relevant de la composante aérienne de la force conjointe britannique et des réserves du groupe du quartier général 1. À la fin de 2014, l'escadron a déménagé son quartier général au centre de réserve dans la région de King's Park, au sud de Glasgow. Il a ensuite été confirmé en tant qu'escadron de soutien des services généraux (GSS) du 1er groupe et, avec les autres escadrons GSS du 1er groupe, est passé des auspices de la composante aérienne de la force conjointe britannique pour s'asseoir sous le 1 * Commandant Air & Space Warfare Centre.

## Histoire
L'escadron a été formé à RAF Renfrew (en) le 15 septembre 1925 en tant qu'escadron de bombardiers légers dans l'Auxiliary Air Force, et initialement équipé d' Airco DH.9 As. Ceux-ci ont été remplacés par des Fairey Fawn en 1927, Westland Wapiti en 1929, Hawker Hart en 1934 et enfin Hawker Hind en 1936.
L'escadron a continué à jouer le rôle de bombardier léger jusqu'au 1er novembre 1938, date à laquelle il a été renommé unité de coopération de l'armée. Cela n'a pas duré longtemps, le 14 janvier 1939, l'escadron devint un escadron de chasse. Il a reçu des Hawker Hector en novembre, mais a été rééquipé de Gloster Gauntlet lors de sa conversion en un rôle de chasseur. Ceux-ci ont été de courte durée, car les Spitfire sont arrivés en mai 1939.

## Seconde Guerre mondiale
Comme le 603 (City of Edinburgh) Squadron (en) , le 602 Squadron a passé la première partie de la guerre et de la bataille d'Angleterre à des tâches défensives en Écosse. En août 1940, il est déplacé vers le sud pour rejoindre la bataille, retournant en Écosse en décembre. Il est à nouveau déplacé  vers le sud en juillet 1941, restant pendant un an avant de retourner vers le nord. Un autre mouvement eut lieu en janvier 1943, cette fois vers le sud-ouest, où en avril, il rejoignit la 2nd Tactical Air Force nouvellement formée. Il retourna brièvement en Écosse de janvier à mars 1944, puis il retourna dans le sud avant de participer à l'invasion de l'Europe.
À partir de fin juin 1944, il a opéré à partir d'aérodromes avancés en Normandie, suivant l'avancée de l'armée en Belgique, jusqu'en septembre, date à laquelle il est revenu d'Anvers au Royaume-Uni. Depuis  la RAF Coltishall (en) pilotant des Spitfire XVI, il a mené des opérations contre des sites V2 aux Pays-Bas sur une zone allant de Hoek van Holland à Le Helder, jusqu'à sa dissolution le 15 mai 1945 à Coltishall.
Parmi les pilotes du n ° 602 se trouvait Raymond Baxter (en), qui deviendra plus tard bien connu à la télévision en tant que présentateur de la série télévisée de la BBC Tomorrow's World. Pierre Clostermann a servi comme officier pilote dans l'escadron en 1943 et 1944.

## Après guerre
Avec la réactivation de la Royal Auxiliary Air Force, le No 602 a été réformé le 10 mai 1946 à RAF Abbotsinch en tant qu'escadron de chasse de jour. Il était initialement équipé de Spitfire F.14 et plus tard de F.21 et F.22, jusqu'en janvier 1951 lorsque des Vampire FB.5 ont été reçus. Il a également acquis des F.3 en août 1953, qu'il a pilotés aux côtés des FB.5 jusqu'en février 1954. Les FB.9 sont arrivés en novembre 1954 et l'escadron a continué à piloter les deux types (FB.5 et FB.9) jusqu'à ce que, avec toutes les unités volantes de la RAuxAF, elle est dissoute le 10 mars 1957.

## Rôle actuel
Dans le cadre de la nouvelle organisation faîtière de la Royal Air Force Reserves englobant à la fois le RAuxAF et le RAFR, le No 602 Squadron a été réformé le 1er juillet 2006 lorsque l'élément de soutien de mission du 603 (City of Edinburgh) Sqn a été séparé pour former une nouvelle unité. Comme détaillé ci-dessus, il a d'abord fourni un soutien opérationnel à la Force de gestion du trafic aérien de la RAF, au Royaume-Uni ainsi qu'à d'autres emplacements déployé selon les besoins avant de se transformer en tant que membre du groupe no 1 pour devenir un escadron de soutien des services généraux avec environ 20 branches et métiers. La mission de l'escadron est de générer, développer, soutenir et retenir des réservistes volontaires formés prêts à se déployer au Royaume-Uni et à l'étranger pour soutenir la RAF. Depuis 2012, quelque 39 déploiements individuels ont inclus un soutien à la RAF jusqu'à RAF Lossiemouth  au nord et le National Air Traffic Control Center Swanwick  au sud, ainsi que de nombreuses autres unités au Royaume-Uni. En outre, du personnel a été déployé à Chypre, en Irak, au Qatar, aux îles Falkland, en Malaisie et à Singapour, à Gibraltar et à Oman.
L'escadron forme les recrues ab initio aux bases du service de la RAF avant qu'elles ne se spécialisent dans la branche ou le métier de leur choix. L'escadron recrute également d'anciens experts réguliers en la matière (SME) qui apportent une vaste gamme de compétences qui peuvent être déployées à l'appui de l'ensemble de la force avec peu ou pas de formation supplémentaire.
Moray Flight du 602e Escadron a été créé en 2013 à RAF Lossiemouth et entièrement composé de PME pour soutenir les avions de patrouille maritime de l'OTAN et le Centre des opérations aériennes maritimes du Royaume-Uni lorsqu'ils sont déployés sur l'aérodrome. L'unité soutient également l'introduction du Boeing P-8A Poseidon à Lossiemouth. Moray Flight est détaché du 602 Squadron pour partie de la RAF Lossiemouth fin 2020 début 2021.

## Aéronefs exploités
| de             | À              | Avion                | Version |
| -------------- | -------------- | -------------------- | ------- |
| octobre 1925   | janvier 1928   | Airco DH.9           | DH.9A   |
| septembre 1927 | septembre 1929 | Fairey Fawn          |         |
| juillet 1929   | avril 1934     | Westland Wapiti      | Mk.IIa  |
| février 1934   | juin 1936      | Hawker Hart          |         |
| juin 1936      | janvier 1939   | Hawker Hind          |         |
| novembre 1938  | janvier 1939   | Hawker Hector        | Mk.I    |
| janvier 1939   | mai 1939       | Gloster Gauntlet     | Mk.II   |
| mai 1939       | juin 1941      | Supermarine Spitfire | Mk.I    |
| mai 1941       | août 1941      | Supermarine Spitfire | Mk.IIa  |
| août 1941      | septembre 1943 | Supermarine Spitfire | Mk.Vb   |
| septembre 1942 | octobre 1942   | Supermarine Spitfire | Mk.Va   |
| septembre 1942 | octobre 1942   | Supermarine Spitfire | Mk.VI   |
| octobre 1942   | avril 1943     | Supermarine Spitfire | Mk.Vc   |
| septembre 1943 | janvier 1944   | Supermarine Spitfire | Mk.IXb  |
| janvier 1944   | mars 1944      | Supermarine Spitfire | LF.Vb   |
| mars 1944      | août 1944      | Supermarine Spitfire | Mk.IXb  |
| août 1944      | septembre 1944 | Supermarine Spitfire | Mk.IXe  |
| septembre 1944 | novembre 1944  | Supermarine Spitfire | Mk.IXb  |
| novembre 1944  | mai 1945       | Supermarine Spitfire | Mk. XVI |
| août 1946      | août 1947      | Supermarine Spitfire | F.14    |
| avril 1947     | mai 1951       | Supermarine Spitfire | F.21    |
| juin 1948      | janvier 1951   | Supermarine Spitfire | F.22    |
| janvier        | mars 1957      | de Havilland Vampire | FB.5    |
| août 1953      | février 1954   | de Havilland Vampire | F.3     |
| novembre 1954  | mars 1957      | de Havilland Vampire | FB.9    |

## Commandants
| From           | To             | Name                                  |
| -------------- | -------------- | ------------------------------------- |
| septembre 1925 | février 1926   | Sqn Ldr C.N. Lowe, MC, DFC            |
| février 1926   | mai 1928       | Sqn Ldr J.D. Latta (en), MC           |
| mai 1928       | juin 1931      | Sqn Ldr J. Fullerton                  |
| juin 1931      | juin 1936      | Sqn Ldr Lord Clydesdale, AFC          |
| juin 1936      | octobre 1937   | Sqn Ldr D.F. McIntyre, AFC            |
| octobre 1937   | mars 1940      | Sqn Ldr A.D. Farquhar, DFC            |
| mars 1940      | juillet 1940   | Sqn Ldr G. Pinkerton, DFC             |
| juillet 1940   | juin 1941      | Sqn Ldr A.V.R. Johnstone (en), DFC    |
| juin 1941      | août 1941      | Sqn Ldr P.E. Meagher                  |
| août 1941      | janvier 1942   | Sqn Ldr A.C. Deere, DFC & Bar         |
| janvier 1942   | juin 1942      | Sqn Ldr B.E. Finucane, DSO, DFC & Bar |
| juin 1942      | octobre 1942   | Sqn Ldr P.M. Brothers (en), DFC       |
| octobre 1942   | octobre 1943   | Sqn Ldr M.F. Beytagh, DFC             |
| octobre 1943   | juillet 1944   | Sqn Ldr R.A. Sutherland               |
| juillet 1944   | août 1944      | Sqn Ldr J.J. Le Roux, DFC & 2 Bars    |
| août 1944      | septembre 1944 | Sqn Ldr A.R. Stewart                  |
| septembre 1944 | mai 1945       | Sqn Ldr R.A. Sutherland, DFC          |
| mai 1946       | 1950           | Sqn Ldr M. Robinson, AFC              |
| 1950           | 1952           | Sqn Ldr H.M. Stephen, DSO, DFC        |
| 1952           | décembre 1953  | Sqn Ldr J.A. Forrest                  |
| décembre 1953  | 1956           | Sqn Ldr R.B. Davidson, DFC            |
| 1956           | mars 1957      | Sqn Ldr C.D. Bartman                  |
| 2006           | 2012           | Sqn Ldr G. Lyall AE                   |
| 2012           | Présent        | Sqn Ldr A McCallum                    |

## Aérodromes
| de                | À                 | Base                                        |
| ----------------- | ----------------- | ------------------------------------------- |
| 12 septembre 1925 | 20 janvier 1933   | RAF Renfrew (en), Renfrewshire, Écosse      |
| 20 janvier 1933   | 7 octobre 1939    | RAF Abbotsinch, Renfrewshire, Écosse        |
| 7 octobre 1939    | 13 octobre 1939   | RAF Grangemouth (en), Stirlingshire, Écosse |
| 13 octobre 1939   | 14 avril 1940     | RAF Drem (en), East Lothian, Écosse         |
| 14 avril 1940     | 28 mai 1940       | RAF Dyce, Aberdeenshire, Écosse             |
| 28 mai 1940       | 13 août 1940      | RAF Drem, East Lothian, Écosse              |
| 13 août 1940      | 17 décembre 1940  | RAF Westhampnett, West Sussex               |
| 17 décembre 1940  | 15 avril 1941     | RAF Prestwick (en), Ayrshire, Écosse        |
| 15 avril 1941     | 10 juillet 1941   | RAF Ayr, Ayrshire, Écosse                   |
| 10 juillet 1941   | 14 janvier 1942   | RAF Kenley, Surrey                          |
| 14 janvier 1942   | 4 mars 1942       | RAF Redhill (en), Surrey                    |
| 4 mars 1942       | 13 mai 1942       | RAF Kenley, Surrey                          |
| 13 mai 1942       | 17 juillet 1942   | RAF Redhill, Surrey                         |
| 17 juillet 1942   | 16 août 1942      | RAF Peterhead, Aberdeenshire, Écosse        |
| 16 août 1942      | 20 août 1942      | RAF Biggin Hill, Kent                       |
| 20 août 1942      | 10 septembre 1942 | RAF Peterhead, Aberdeenshire, Écosse        |
| 10 septembre 1942 | 20 janvier 1943   | RAF Skaebrae, Orkney Islands, Écosse        |
| 20 janvier 1943   | 14 avril 1943     | RAF Perranporth (en), Cornwall              |
| 14 avril 1943     | 29 avril 1943     | RAF Lasham (en), Hampshire                  |
| 29 avril 1943     | 1er juin 1943     | RAF Fairlop (en), Essex                     |
| 1er juin 1943     | 1er juillet 1943  | RAF Bognor, West Sussex                     |
| 1er juillet 1943  | 13 août 1943      | RAF Kingsnorth (en), Kent                   |
| 13 août 1943      | 12 octobre 1943   | RAF Newchurch (en), Kent                    |
| 12 octobre 1943   | 18 janvier 1944   | RAF Detling (en), Kent                      |
| 18 janvier 1944   | 12 mars 1944      | RAF Skeabrae, Orkney Islands, Écosse        |

| de                | à                 | Base                                         |
| ----------------- | ----------------- | -------------------------------------------- |
| 12 mars 1944      | 13 mars 1944      | RAF Detling, Kent                            |
| 13 mars 1944      | 20 mars 1944      | RAF Llanbedr (en), Gwynedd, Pays de Galles   |
| 20 mars 1944      | 18 avril 1944     | RAF Detling, Kent                            |
| 18 avril 1944     | 25 juin 1944      | RAF Ford (en), West Sussex                   |
| 25 juin 1944      | 13 août 1944      | B.11/Longues-sur-Mer, France                 |
| 13 août 1944      | 2 septembre 1944  | B.19/Lingèvres, France                       |
| 2 septembre 1944  | 5 septembre 1944  | B.40/Nivillers, France                       |
| 5 septembre 1944  | 17 septembre 1944 | B.52/Douai, France                           |
| 17 septembre 1944 | 29 septembre 1944 | B.70/Deurne, Belgique                        |
| 29 septembre 1944 | 18 octobre 1944   | RAF Coltishall (en), Norfolk                 |
| 18 octobre 1944   | 20 novembre 1944  | RAF Matlaske (en), Norfolk                   |
| 20 novembre 1944  | 19 février 1945   | RAF Swannington (en), Norfolk                |
| 19 février 1945   | 23 février 1945   | RAF Coltishall, Norfolk                      |
| 23 février 1945   | 5 avril 1945      | RAF Ludham (en), Norfolk                     |
| 5 avril 1945      | 15 mai 1945       | RAF Coltishall, Norfolk                      |
| 10 mai 1946       | 30 juillet 1949   | RAF Abbotsinch, Renfrewshire, Écosse         |
| 30 juillet 1949   | 15 avril 1951     | RAF Renfrew, Renfrewshire, Écosse            |
| 15 avril 1951     | 14 juillet 1951   | RAF Leuchars, Fife, Écosse                   |
| 14 juillet 1951   | 15 avril 1952     | RAF Abbotsinch, Renfrewshire, Écosse         |
| 15 avril 1952     | 18 juin 1954      | RAF Renfrew, Renfrewshire, Écosse            |
| 18 juin 1954      | 10 mars 1957      | RAF Abbotsinch, Renfrewshire, Écosse         |
| 1er juillet 2006  | 27 octobre 2007   | Combined HQ with 603 Sqn, Edinburgh, Écosse  |
| 27 octobre 2007   | novembre 2014     | Avenuepark Street, Maryhill, Glasgow, Écosse |
| novembre 2014     | Présent           | Kings Park, Glasgow, Écosse                  |